# Phoenix (sonda espacial)
Phoenix foi uma sonda espacial não tripulada da NASA, lançada de Cabo Canaveral em 4 de agosto de 2007, com o objetivo de pesquisar por moléculas de água na região do polo norte do planeta Marte.  A sonda pousou em Marte em 25 de maio de 2008 e operou até 2 de novembro de 2008, data da última comunicação com a Terra. A NASA anunciou o fim da missão em 10 de novembro de 2008.
Lançada ao espaço por um foguete Delta II, a sonda consistia em um aterrissador dotado de um braço mecânico destinado a coletar amostras de solos, para análises físico-químicas. Este aterrissador seria utilizado pela sonda Mars Surveyor 2001, mas aquela missão foi cancelada. A Phoenix transportava um conjunto de instrumentos mais atualizados com relação aos  utilizados na fracassada missão Mars Polar Lander.
O objetivo da sonda era procurar água e ela pousou próximo ao pólo norte de Marte onde acredita-se existir água congelada. Pouso este realizado nas coordenadas 68,218830N 234,250778E, ou seja, próximo ao polo norte do planeta. A Phoenix utilizou o seu braço robótico para cavar o solo marciano. Este solo é afetado pelas variações sazonais do clima nos pólos e pode conter componentes orgânicos necessários para a vida.
Para analisar as amostras de solo coletadas pelo braço robótico, a sonda espacial transportou um mini laboratório portátil e um aquecedor, pois o solo aquecido libera seus componentes voláteis, permitindo análise de sua composição química detalhada.
A sonda Phoenix herdou as tecnologias de imagem embutidas nas missões Pathfinder e Mars Exploration Rover. Ela também possuía uma câmera de alta definição e som estéreo no alto de uma coluna de 2 metros de altura. Esta câmera era dotada de dois "olhos" para observar as vizinhanças em alta resolução, com objetivo de localizar o melhor solo a ser escavado. Ela também foi equipada com uma câmera multi-espectral para a identificação dos minerais locais.
Além de pesquisas no solo, a Phoenix explorou a atmosfera de Marte, monitorando-a até uma altitude de vinte quilômetros, obtendo dados sobre a formação, duração e movimento das nuvens, dos nevoeiros e das tempestades de areia que caracterizam o planeta. Mediu também a temperatura e a pressão atmosférica no local de pouso.
O programa Phoenix da NASA foi coordenado pelo cientista brasileiro Ramon de Paula.

## Pouso
Depois de  viajar por 296 dias e atravessar a atmosfera marciana a 21 mil km/h, a Phoenix pousou em segurança no local pré-determinado, próximo ao pólo norte marciano e sobre a dura camada de 'gelo' do planeta no dia 25 de maio de 2008, às 23h38 UTC, com transmissão ao vivo da sala de controle do programa pela internet.

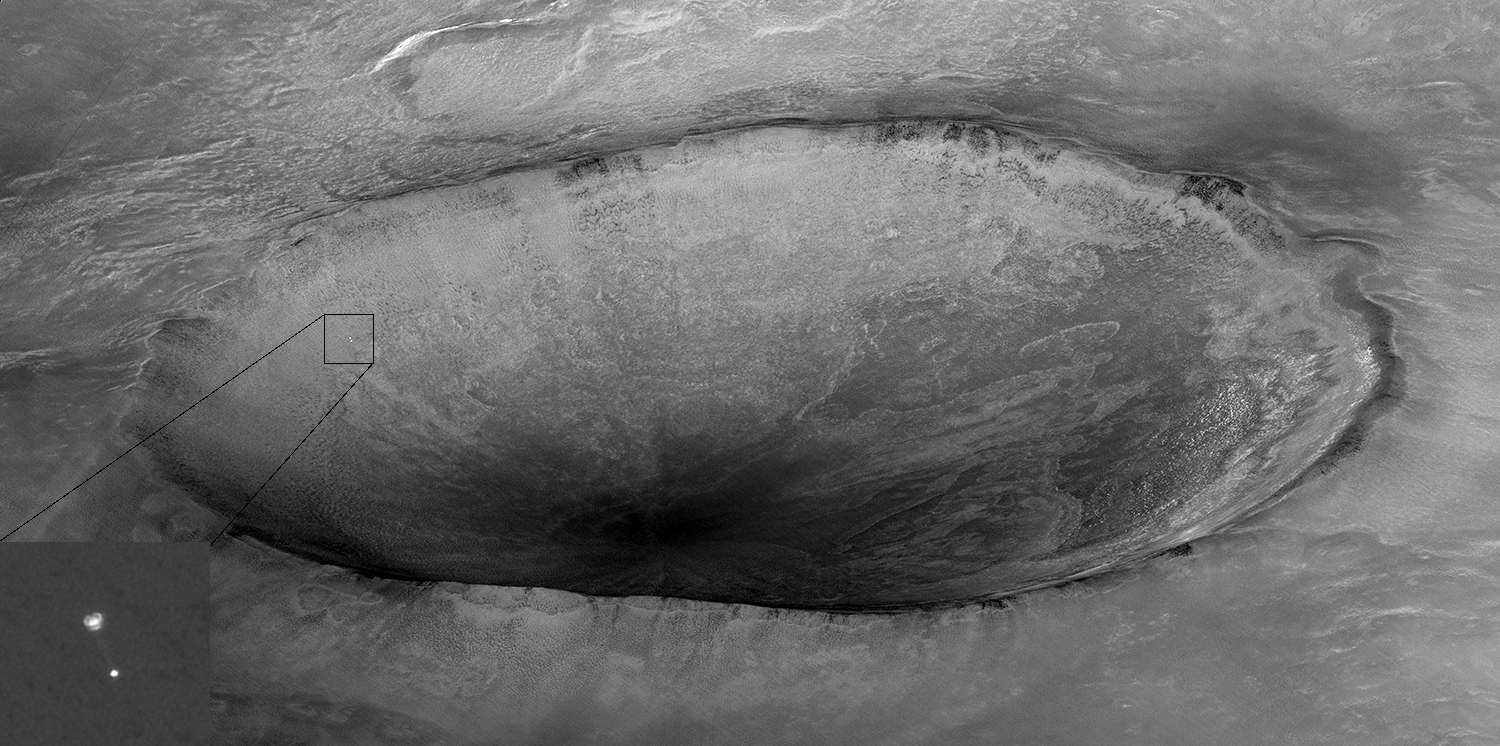
A Phoenix descendo sobre a superfície, próxima a uma cratera, com o pára-quedas aberto, em imagem do Mars Reconaissence Orbiter.
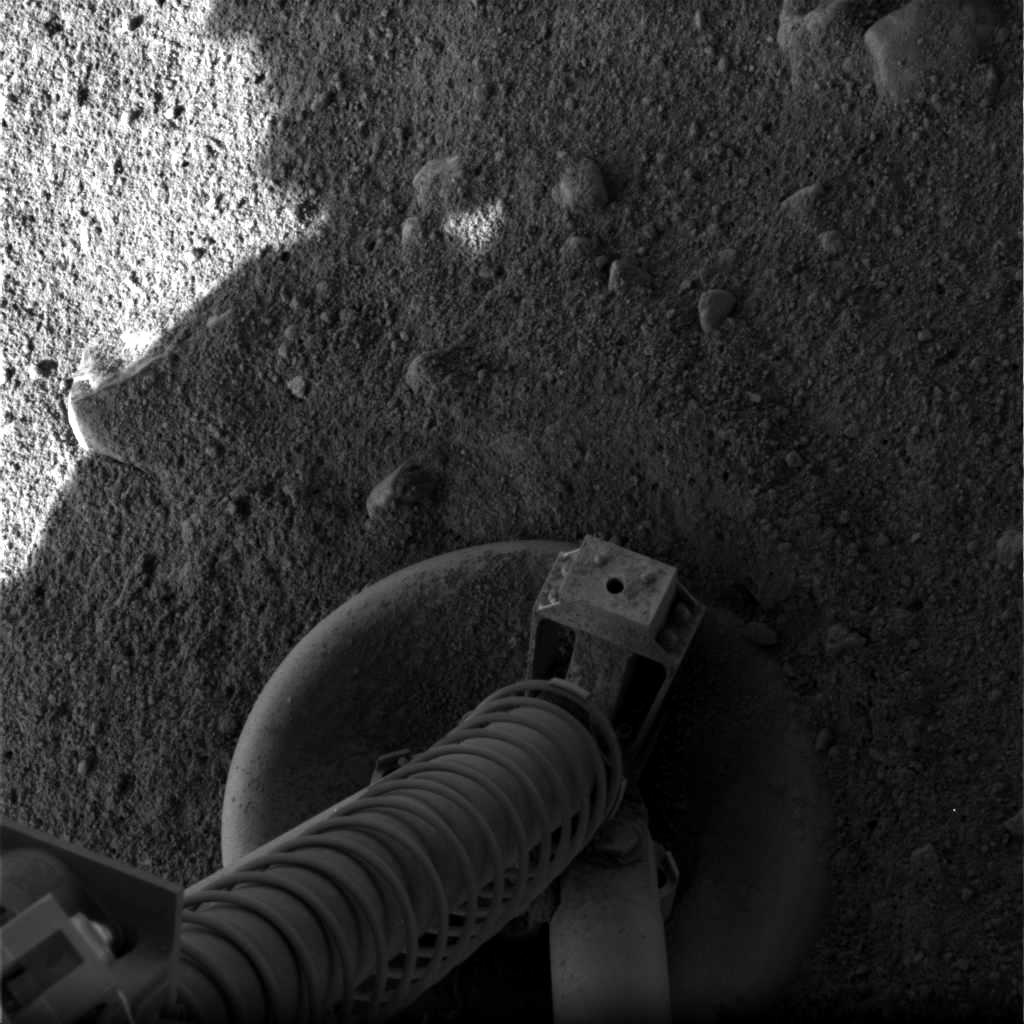
Imagem da superfície em torno da Phoenix, tirada logo após o pouso.
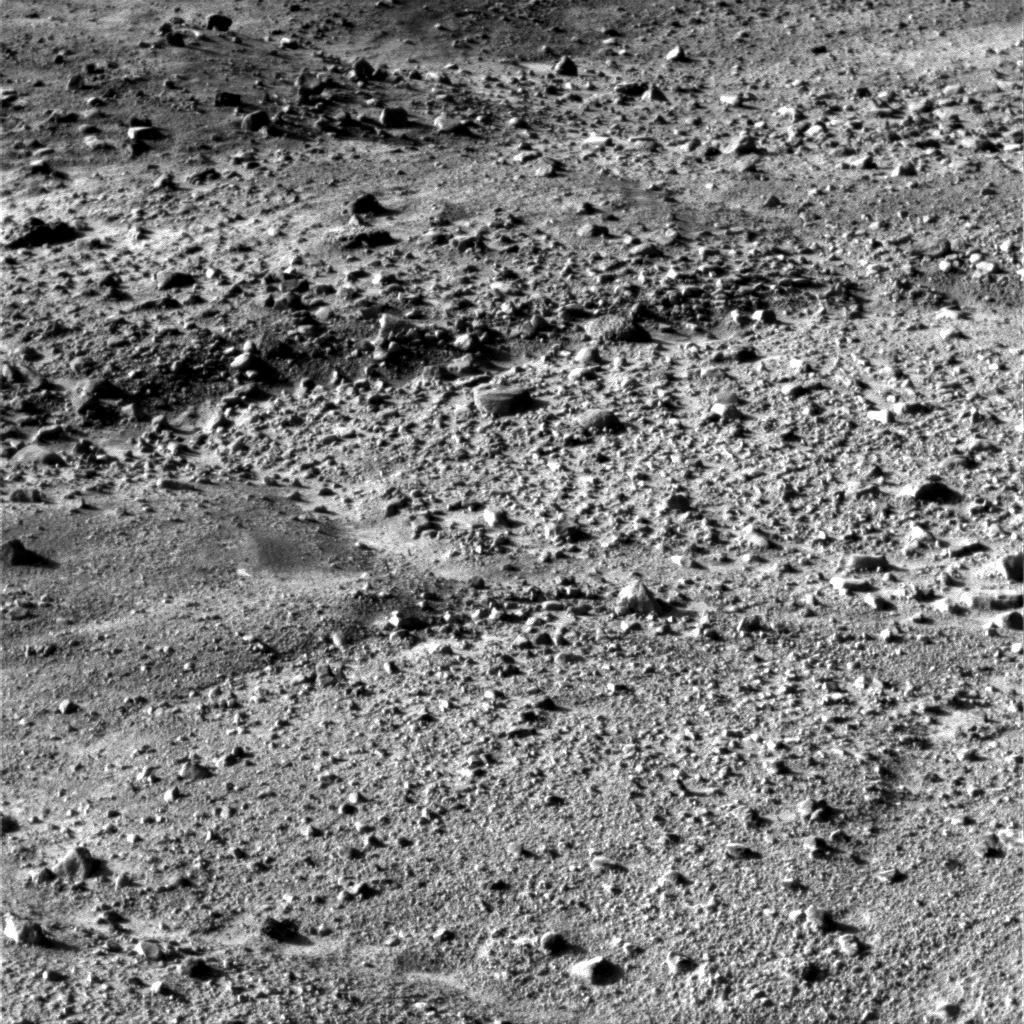
Uma das primeiras imagens da superfície feita pela Phoenix.
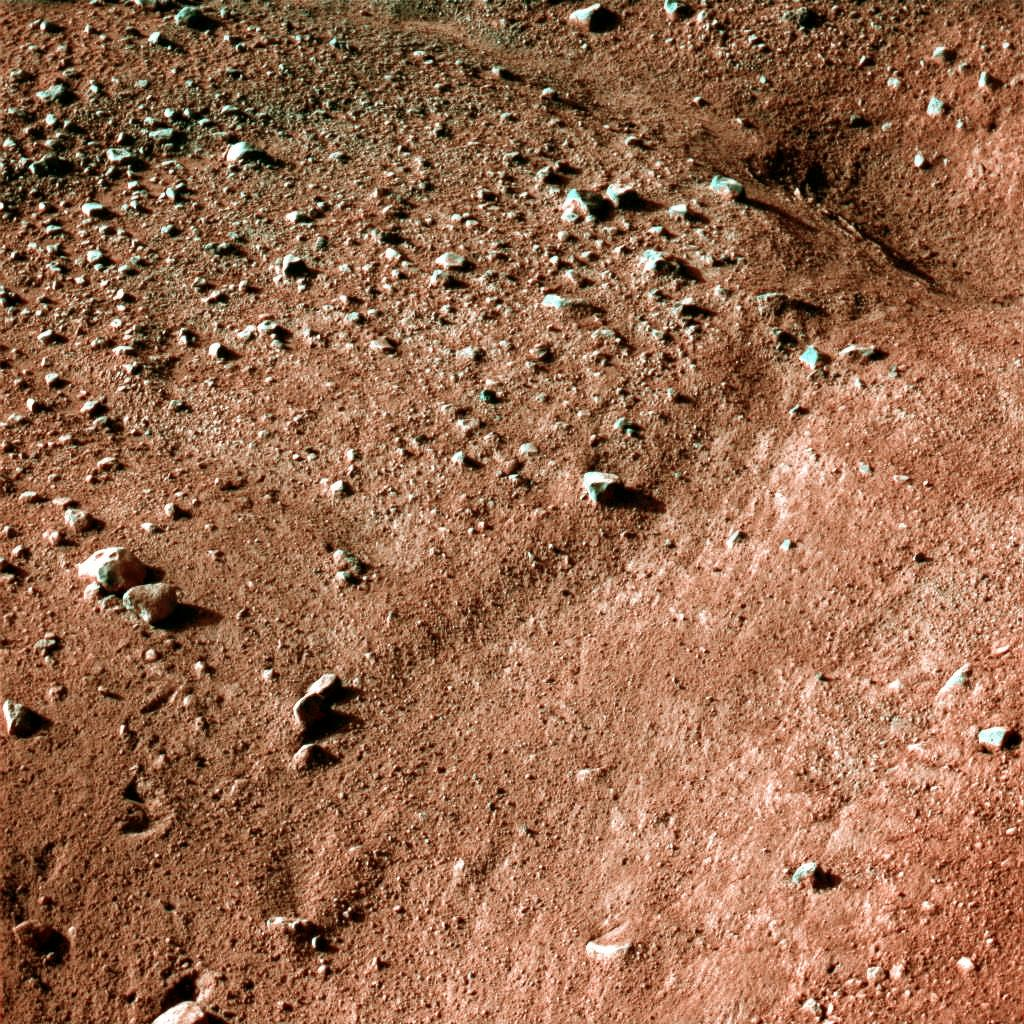
A superfície, no detalhe em cores.

## 'Gelo' em Marte
No dia 19 de junho, a NASA anunciou que pedaços de um material brilhante e claro do tamanho de dados, no buraco "Dodo-Goldilocks" cavado pela pá do braço robótico da Phoenix, haviam desaparecido no curso de quatro dias marcianos, o que cientificamente implica fortemente em que sejam compostos de água congelada, que evaporou quando exposta na superfície. Apesar de gelo seco, sem água, também evaporar, na condição presente em Marte ele evaporaria muito mais rápido que o observado nas imagens. Ver abaixo, os pedaços cristalizados existentes na sombra inferior esquerda antes e à direita depois de quatro dias de exposição na superfície.

## Neve em Marte
Em outubro de 2008, a NASA anunciou que a sonda detectou neve na superfície marciana, proveniente de gases emitidos pelas nuvens do planeta, e testes de laboratório demonstraram interação entre minerais e água em estado líquido. A neve foi detectada por um instrumento à laser, desenhado para reunir informação sobre o comportamento da atmosfera e da superfície do planeta. As nuvens responsáveis pela formação de neve no solo, estavam cerca de 4 quilômetros acima do ponto onde a Phoenix aterrissou, e os dados coletados indicam que se evaporou antes de tocar terra.

## Final das comunicações
Com a chegada do outono no pólo norte de Marte os painéis solares da Phoenix passaram a receber menos energia para alimentar seus sistemas. Em 3 de dezembro de 2008 a Nasa abandonou as tentativas de restabelecer as comunicações com a sonda, interrompidas desde 2 de novembro. Em 2010, com o verão novamente incidindo sobre o pólo norte de Marte (1 ano marciano = 1,88 anos terrestres, aproximadamente), foram realizadas novas tentativas de se restabelecer a comunicação com a sonda Phoenix. Apesar da sonda não ter sido projetada para resistir ao inverno de Marte havia uma certa esperança que a "sorte" pudesse fazer ela retornar ao funcionamento quando o Sol voltasse a incidir sobre seus painéis solares. Fotos obtidas através do satélite Mars Reconnaissance Orbiter mostraram algumas alterações substanciais na silhueta da sonda indicando que ela provavelmente foi danificada pelo acúmulo de gelo de gás carbônico como já havia sido antecipado pela Nasa.

## Instrumentos
- Robotic Arm (RA) - construído pela Jet Propulsion Laboratory.

O RA é a peça responsável pela escavação do solo e por entregar amostras de solo para serem analisadas pelos instrumentos TEGA e  MECA, para análises químicas e geológicas destes solos. O RA tem 2,35 metros de comprimento e uma articulação no meio, permitindo que o braço robótico faça uma escavação de 0,5 metro de profundidade, fundo o suficiente para obter uma mistura de solo e de gelo.
- Robotic Arm Camera (RAC) - construído pela University of Arizona e pelo Instituto Max Planck, da Alemanha.

O RAC é uma câmera colocada junto com o Robotic Arm (RA), um pouco acima da colher da escavadeira. O instrumento fornece imagens de perto e coloridas das vizinhanças do solo do aterrissador, indicando os solos mais promissores a serem escavados pelo braço mecânico, verificando as amostras de solos escavados antes de serem entregues aos instrumentos MECA e TEGA. Além de analisar as texturas e as camadas do solo que compõem as paredes das trincheiras, escavadas pelo braço mecânico.

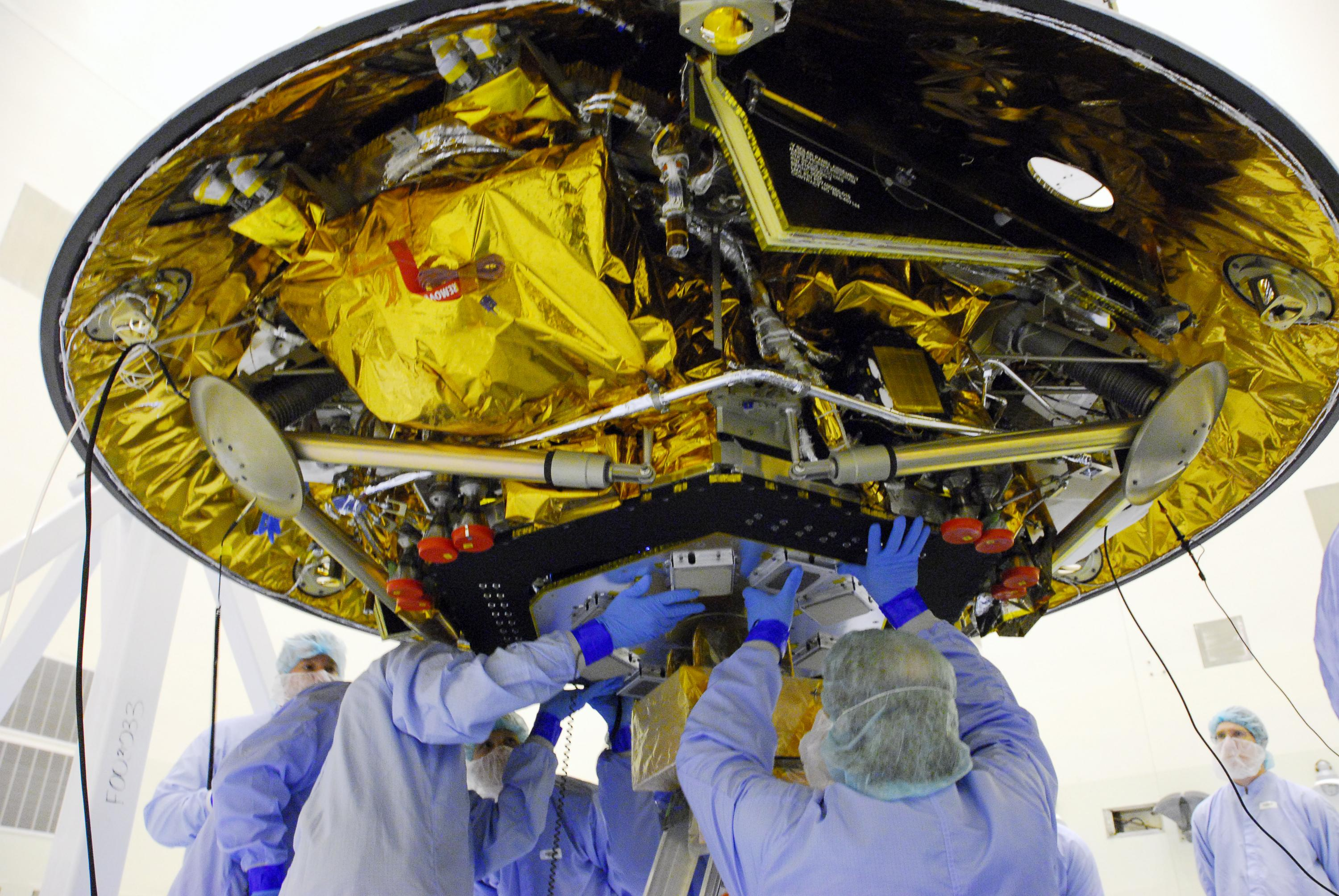
A Phoenix sendo montada em Cabo Canaveral

- Surface Stereoscopic Imager (SSI) - construída pela University of Arizona.

O SSI serve de "olhos" para a sonda Phoenix, fornecendo imagens de alta resolução, estereoscópica, além de imagens panorâmicas do ártico marciano. Situado no topo da sonda a uma altura de 2 metros do solo, estes "olhos" simulam o que um ser humano observaria se lá estivesse. Esta câmera utiliza uma unidade de CCD de 1 024 x 1 024 pixel, está provida de vários filtros permitindo obter imagens multi-espectrais em 12 comprimentos de onda, para observar a geologia ou atmosfera do local.
- Thermal and Evolved Gas Analyzer (TEGA) - construída pela University of Arizona e pela University of Texas, da cidade de Dallas.

O TEGA é a combinação de uma fornalha de alta temperatura com um espectrômetro de massa, para analisar o gelo e o solo de Marte.
São oito pequenas aberturas destinadas a recolher as amostras de solo. Cada abertura, quando preenchida com solo, se fecha hermeticamente e aquece seu conteúdo gradualmente a uma taxa constante. Neste processo, se monitoram as transformações de sólido para líquido e deste para gás, dos diferentes materiais que compõem a amostra.
- Mars Descent Imager (MARDI) - construído pela Malin Space Science Systems.

O MARDI é uma câmera que funcionou quando da descida da sonda no pólo de Marte.
As imagens se iniciaram tão logo o escudo térmico inferior do aterrissador foi ejetado, a cerca de 8 quilômetros de altura. Foram captadas uma série de imagens de grande angular e coloridas do local de aterrissagem e de toda a superfície em volta.
- Microscopy, Electrochemistry, and Conductivity Analyzer (MECA) - construído pelo Jet Propulsion Laboratory.

MECA é a combinação de diversos instrumentos científicos incluindo um pequeno laboratório de química, óptico e um Microscópio de força atômica, além de sondas térmicas e de condutividade elétrica.
MECA dissolve pequenas quantidades de solo em água, para determinar seu pH, além da abundância de minerais tais como os cátions de magnésio e  de sódio e ânions de cloreto, brometo e de sulfato, bem como o do oxigênio e dióxido de carbono dissolvido. Observando através de microscópios, o instrumento MECA examina os grãos de solos para ajudar a determinar a origem do solo e a sua mineralogia.
- Meteorological Station (MET) - construído pela Canadian Space Agency.

Destinado à medição diária do tempo de Marte.
Este instrumento opera com princípio semelhante a de um radar, onde poderosos pulsos a laser de ondas de rádio são emitidos. O equipamento dispara pulsos verticais na atmosfera, que são refletidos pelo gelo e pela poeira em suspensão. A luz refletida e o tempo decorrido serão analisados pelo equipamento, revelando informações sobre o tamanho das partículas e sua localização.

## Panorama de Marte
Um panorama de 360 graus montado com imagens feitas entre os dias (sóis) 1 e 3 após o pouso em Marte.  A parte superior da imagem foi esticada verticalmente num fator de 8 para mostrar detalhes da paisagem. É visível próximo do horizonte o escudo com o paraquedas de descida (uma mancha brilhante acima e à direita do limite do painel solar esquerdo, aproximadamente a 300 m de distância) e o escudo de proteção termal com sua marca de impacto no solo (duas linhas acima do centro do painel solar esquerdo, aproximadamente a 150 m de distância). No horizonte, à direita do mastro de meteorologia, é possível ver uma cratera. (Deslocar a imagem para a direita se você não estiver vendo o início do mastro).

## Referência
1. ↑  «Nasa anuncia fim da missão da Phoenix em Marte». Terra. 10 de Novembro de 2008. Consultado em 26 de novembro de 2013
2. ↑  «Phoenix Sol 2 press conference, in a nutshell». The Planetary Society. 27 de maio de 2008. Consultado em 23 de junho de 2008
3. ↑  Nogueira, Salvador (13 de agosto de 2005). «Sonda vai a Marte, com brasileiro na chefia». DefesaNet. Consultado em 7 de outubro de 2008
4. ↑  O Globo, Ciência (29 de setembro de 2008). «=Sonda Phoenix detecta formação de neve em Marte». Consultado em 7 de outubro de 2008
5. ↑  «Nasa perde esperança de recuperar sonda Phoenix». Terra. 3 de dezembro de 2008. Consultado em 29 de maio de 2010
6. ↑  «Nasa abandona tentativas de contactar sonda Phoenix em Marte». Estadão. 24 de maio de 2010. Consultado em 29 de maio de 2010